# 下小川村 (福島県)
下小川村（しもおがわむら）は福島県石城郡にかつて存在した村である。

## 地理
- 現在のいわき市の北東部に位置する。
- 阿武隈高地に位置し、村域のほとんどは山がちな地形である。
- 村内には夏井川が流れる。

## 歴史

### 村域の変遷
- 1889年（明治22年）4月1日 - 町村制施行により、柴原村・上平村・下小川村・関場村が合併し磐城郡下小川村が発足。
- 1896年（明治29年）4月1日 - 磐城郡が磐前郡・菊多郡と合併し石城郡が発足。同郡赤井村になる。
- 1955年（昭和30年）2月11日 - 上小川村・赤井村の一部（三島・高萩・塩田・西小川）と合併し小川町が発足。同日下小川村消滅。
- 1966年（昭和41年）10月1日 - 小川町が平市・内郷市・磐城市・勿来市・常磐市、四倉町・遠野町・好間村・三和村・田人村・川前村と双葉郡久之浜町・大久村と合併し、いわき市が発足。

変遷表
| 1868年 以前 | 1868年 以前 | 1868年 以前 | 明治22年 4月1日 | 明治29年 4月1日 | 明治29年 4月1日 | 昭和30年 2月11日 | 昭和41年 10月1日 | 現在     |
| ----------- | ----------- | ----------- | --------------- | --------------- | --------------- | ---------------- | ---------------- | -------- |
| 磐城郡      |             | 柴原村      | 下小川村        | 岩城郡 が発足   | 下小川村        | 小川町           | いわき市         | いわき市 |
| 磐城郡      | 上平村      |             | 下小川村        | 岩城郡 が発足   | 下小川村        | 小川町           | いわき市         | いわき市 |
| 磐城郡      | 下小川村    |             | 下小川村        | 岩城郡 が発足   | 下小川村        | 小川町           | いわき市         | いわき市 |
| 磐城郡      | 関場村      |             | 下小川村        | 岩城郡 が発足   | 下小川村        | 小川町           | いわき市         | いわき市 |

## 大字
- 柴原（しばはら）
- 上平（うわだいら）
- 下小川（しもおがわ）
- 関場（せきば）

## 人口・世帯

### 人口
総数 [単位： 人]
| 1889年（明治22年） | 1,325 |
| 1920年（大正 9年） | 1,802 |
| 1935年（昭和10年） | 2,781 |

### 世帯
総数 [単位： 世帯]
| 1920年（大正 9年） | 371 |
| 1935年（昭和10年） | 450 |